# Arthroleptides martiensseni
Arthroleptides martiensseni (tên tiếng Anh: Usambara Torrent Frog) là một loài ếch thuộc họ Petropedetidae.
Đây là loài đặc hữu của Tanzania.
Môi trường sống tự nhiên của chúng là rừng ẩm vùng đất thấp nhiệt đới hoặc cận nhiệt đới, vùng núi ẩm nhiệt đới hoặc cận nhiệt đới, và sông ngòi.
Chúng hiện đang bị đe dọa vì mất môi trường sống.